# Kristen Thorsness
Kristen Thorsness, född den 10 mars 1960 i Anchorage, Alaska, är en amerikansk roddare.
Hon tog OS-guld i åtta med styrman i samband med de olympiska roddtävlingarna 1984 i Los Angeles.